# Emma Færge
Emma Færge (Herning, 26 juli 2003) is een voetbalspeelster uit Denemarken. Ze speelt als verdediger voor ACF Fiorentina in de Serie A.

## Clubcarrière
Emma Færge begon haar carrière bij Vildbjerg SF. In 2018 tekende ze bij Kolding IF waarvoor ze haar debuut maakte in de Elitedivisionen. In 2021 maakte Færge de overstap naar HB Køge. Op 7 augustus 2021 maakte ze haar debuut voor HB Køge in een 3-1 thuisoverwinning op Thisted FC. Op 2 oktober 2021 volgde haar eerste doelpunt in een 4-0 thuisoverwinning op Fortuna Hjørring.
In 2023 maakte Færge de overstap naar de Italiaanse Serie A waar ze voor ACF Fiorentina ging spelen. Op 16 september 2023 maakte ze haar debuut voor Fiorentina in een 2-1 thuisoverwinning op US Sassuolo Calcio.

## Statistieken
| Seizoen | Club           | Land       | Competitie      | Wedstrijden | Doelpunten |
| ------- | -------------- | ---------- | --------------- | ----------- | ---------- |
| 2018/19 | Kolding IF     | Denemarken | Elitedivisionen | 24          | 0          |
| 2019/20 | Kolding IF     | Denemarken | Elitedivisionen | 18          | 1          |
| 2020/21 | Kolding IF     | Denemarken | Elitedivisionen | 24          | 3          |
| 2021/22 | HB Køge        | Denemarken | Elitedivisionen | 23          | 1          |
| 2020/21 | HB Køge        | Denemarken | Elitedivisionen | 23          | 1          |
| 2023/24 | ACF Fiorentina | Italië     | Serie A         | 26          | 0          |
| 2024/25 | ACF Fiorentina | Italië     | Serie A         | 15          | 1          |
| Totaal  | Totaal         | Totaal     | Totaal          | 153         | 7          |

Bijgewerkt t/m 23 januari 2025.

## Interlandcarrière
Færge maakte op 12 juli 2022 haar debuut voor het Deense nationale team in een met 1-2 gewonnen uitwedstrijd tegen Oostenrijk. Op 5 december 2023, in de UEFA Women's Nations League, maakte Færge haar basisdebuut voor Denemarken in een thuiswedstrijd tegen IJsland. Færge kon niet voorkomen dat IJsland door een doelpunt van Karólína Lea Vilhjálmsdóttir er met een 0-1 overwinning vandoor ging. Door deze nederlaag liep Denemarken de Final Four van de Nations League mis.